# Duan Yingying
Dit is een Chinese naam; de familienaam is Duan.
Duan Yingying (Chinees: 段莹莹) (Tianjin, 3 juli 1989) is een tennisspeelster uit China. Haar favoriete ondergrond is hardcourt. Zij speelt rechtshandig en heeft een tweehandige backhand.

## Loopbaan
In de periode 2009–2015 won Duan elf enkelspeltitels op het ITF-circuit.
In 2013 plaatste zij zich via het kwalificatietoernooi voor het US Open in het enkelspel.
In 2014 stond zij voor het eerst in een WTA-finale, op het toernooi van Suzhou.
In 2016 won zij haar eerste WTA-titel in Nanchang.
In 2017 maakte Duan deel uit van het Chinese Fed Cup-team – zij verloor haar enige (dubbelspel)partij. Aan het eind van dat tennisseizoen won zij, samen met landgenote Han Xinyun het B-kampioenschap.
In 2019 bereikte Duan zes WTA-dubbelspelfinales, waarvan zij er één won: in Wuhan met Russin Veronika Koedermetova. Zij bereikte maar verloor onder meer de finale op Roland Garros met Zheng Saisai en op het B-eindejaarskampioenschap met Yang Zhaoxuan.
Tot op heden(februari 2020) won Duan vijf WTA-dubbelspeltitels.

## Posities op deWTA-ranglijst
Positie per einde seizoen:
| jaar | rang enkelspel | rang dubbelspel |
| ---- | -------------- | --------------- |
| 2007 | 889            | 839             |
| 2008 | 821            | 775             |
| 2009 | 400            | 877             |
| 2010 | 350            | 738             |
| 2011 | 378            | 481             |
| 2012 | 128            | 336             |
| 2013 | 173            | –               |
| 2014 | 124            | –               |
| 2015 | 117            | –               |
| 2016 | 102            | 660             |
| 2017 | 95             | 201             |
| 2018 | 140            | 59              |
| 2019 | 386            | 17              |

## Resultaten grandslamtoernooien
| Legenda | Legenda                          |
| ------- | -------------------------------- |
| g.t.    | geen toernooi gehouden           |
| l.c.    | lagere categorie                 |
| –       | niet deelgenomen                 |
| G       | uitgeschakeld in de groepsfase   |
| 1R      | uitgeschakeld in de eerste ronde |
| 2R      | uitgeschakeld in de tweede ronde |
| 3R      | uitgeschakeld in de derde ronde  |
| 4R      | uitgeschakeld in de vierde ronde |
| KF      | uitgeschakeld in de kwartfinale  |
| HF      | uitgeschakeld in de halve finale |
| F       | de finale verloren               |
| W       | het toernooi gewonnen            |
| w-v     | winst/verlies-balans             |

### Enkelspel
| toernooi        | 2013 | 2014 | 2015 | 2016 | 2017 | 2018 |
| --------------- | ---- | ---- | ---- | ---- | ---- | ---- |
| Australian Open | –    | 1R   | 1R   | –    | 3R   | 2R   |
| Roland Garros   | –    | –    | –    | –    | 1R   | 1R   |
| Wimbledon       | –    | –    | 2R   | 2R   | 1R   | –    |
| US Open         | 1R   | 1R   | –    | 2R   | 2R   | –    |

### Vrouwendubbelspel
| toernooi        | 2017 | 2018 | 2019 | 2020 |
| --------------- | ---- | ---- | ---- | ---- |
| Australian Open | –    | –    | 1R   | 1R   |
| Roland Garros   | 3R   | 3R   | F    |      |
| Wimbledon       | 1R   | 1R   | 3R   |      |
| US Open         | –    | 2R   | KF   |      |

## Palmares
| Legenda                 |
| ----------------------- |
| Grandslamtoernooi       |
| Olympische Spelen       |
| Year-End Championships  |
| Premier Mandatory       |
| Premier Five / WTA 1000 |
| Premier / WTA 500       |
| International / WTA 250 |
| Challenger / WTA 125    |

### WTA-finaleplaatsen enkelspel
| nr.              | finale     | toernooi     | ondergrond | tegenstandster     | score         |         |
| ---------------- | ---------- | ------------ | ---------- | ------------------ | ------------- | ------- |
| gewonnen finales |            |              |            |                    |               |         |
| 1.               | 2016-08-07 | WTA Nanchang | hardcourt  | Vania King         | 1-6, 6-4, 6-2 | details |
| verloren finales |            |              |            |                    |               |         |
| 1.               | 2014-09-06 | WTA Suzhou   | hardcourt  | Anna-Lena Friedsam | 1-6, 3-6      | details |

### WTA-finaleplaatsen vrouwendubbelspel
| nr.              | finale     | toernooi        | ondergrond    | partner               | tegenstandsters                       | score            |         |
| ---------------- | ---------- | --------------- | ------------- | --------------------- | ------------------------------------- | ---------------- | ------- |
| gewonnen finales |            |                 |               |                       |                                       |                  |         |
| 1.               | 2017-11-05 | Elite Trophy    | hardcourt (i) | Han Xinyun            | Lu Jingjing Zhang Shuai               | 6-2, 6-1         | details |
| 2.               | 2017-11-12 | WTA Hua Hin     | hardcourt     | Wang Yafan            | Dalila Jakupović Irina Chromatsjova   | 6-3, 6-3         | details |
| 3.               | 2018-02-04 | WTA Taiwan      | hardcourt (i) | Wang Yafan            | Nao Hibino Oksana Kalasjnikova        | 7-6, 7-6         | details |
| 4.               | 2018-04-22 | WTA Zhengzhou   | hardcourt     | Wang Yafan            | Naomi Broady Yanina Wickmayer         | 7-6, 6-3         | details |
| 5.               | 2019-09-28 | WTA Wuhan       | hardcourt     | Veronika Koedermetova | Elise Mertens Aryna Sabalenka         | 7-6, 6-2         | details |
| verloren finales |            |                 |               |                       |                                       |                  |         |
| 1.               | 2019-01-05 | WTA Shenzhen    | hardcourt     | Renata Voráčová       | Peng Shuai Yang Zhaoxuan              | 4-6, 3-6         | details |
| 2.               | 2019-04-28 | WTA Anning      | gravel        | Han Xinyun            | Peng Shuai Yang Zhaoxuan              | 5-7, 2-6         | details |
| 3.               | 2019-05-25 | WTA Straatsburg | gravel        | Han Xinyun            | Darja Gavrilova Ellen Perez           | 4-6, 3-6         | details |
| 4.               | 2019-06-09 | Roland Garros   | gravel        | Zheng Saisai          | Tímea Babos Kristina Mladenovic       | 2-6, 3-6         | details |
| 5.               | 2019-10-27 | Elite Trophy    | hardcourt (i) | Yang Zhaoxuan         | Ljoedmyla Kitsjenok Andreja Klepač    | 3-6, 3-6         | details |
| 6.               | 2020-01-10 | WTA Shenzhen    | hardcourt     | Zheng Saisai          | Barbora Krejčíková Kateřina Siniaková | 2-6, 6-3, [4-10] | details |